# Le Mot et le Reste
Le Mot et le Reste est une maison d'édition française, ayant son siège à Marseille, dans les Bouches-du-Rhône.

## Description
Fondées à Marseille en 1995 par Yves Jolivet, les éditions Le mot et le reste se sont développées autour de deux axes majeurs. Depuis plus de dix ans, la maison participe à publier l’histoire de la musique, sans distinction de genre ou d’époque,. Parallèlement à cela, elle s’est attachée à retraduire l’œuvre fondatrice de Henry D. Thoreau et a perpétué ce désir littéraire dans la publication d’auteurs francophones sensibles au lien qui unit l’homme à la nature.

## Collections
- Musiques : La collection regroupe des ouvrages portant sur les musiques de tous styles, esthétiques et provenances confondus. S'y côtoient des monographies, des anthologies et des travaux dont l'approche est plus socio-historique, dans la veine des cultural studies.
- Littératures : La collection regroupe des œuvres de fiction, des récits et d'autres textes littéraires dont certains sont à vocation documentaire.

## Distinctions
Plusieurs ouvrages publiés par Le Mot et le Reste ont été distingués par des prix littéraires :

### 2010
- Geoff Emerick et Howard Massey, En studio avec les Beatles – Prix du livre rock

### 2017
- Patrice Gain, La Naufragée du lac des dents blanches – Prix du Pays du Mont-Blanc

### 2018
- Patrice Gain, La Naufragée du lac des dents blanches – Prix « Récit d’Ailleurs » des lycéens de Saint-Pierre-et-Miquelon
- Patrice Gain, Denali – Prix Lire Élire Nord Flandre

### 2019
- Patrice Gain, Terres fauves – Prix du Polar de Villeneuve-lès-Avignon

### 2020
- Bettina Ghio, Pas là pour plaire – Prix de la Brasserie Barbès
- Gwenaëlle Abolivier, Tu m’avais dit Ouessant – Prix Marine Bravo Zulu de l’Association des officiers de réserve de la Marine nationale (ACORAM)

### 2021
- Patrice Gain, Denali – Prix Sud Ouest / Lire en Poche du Polar
- Patrice Gain, Le Sourire du scorpion – Prix des lecteurs Quais du Polar / 20 Minutes

### 2022
- Steven Jezo-Vannier, Ma Rainey – Prix du Livre de Jazz (décerné par l’Académie du Jazz)
- Guillaume Kosmicki, Compositrices – Prix du meilleur livre 2022–2023 sur la musique (Syndicat de la critique théâtre, musique et danse)

### 2023
- Simon Parcot, Le Bord du monde est vertical :

– Prix Écrire la nature (partenariat avec L’Express)
– Prix « Récit d’Ailleurs »
– Prix Isère Habitat
- Sébastien Vidal, Où reposent nos ombres – Prix du Roman Noir des Bibliothèques et Médiathèques de Grand Cognac

### 2024
- Sébastien Vidal, De neige et de vent – Prix Landerneau du Polar
- Volodia Petropavlosky, La Dernière Frontière – Prix du Festival du Livre de l’Aventure (Les Angles)

### 2025
- Simon Parcot, Le Chant des pentes – Prix SGDL Révélation du printemps
- Karin Huet pour l'ensemble de son oeuvre – Prix spécial du jury Écrire la nature